# Lista de bibliotecas de propriedade da The Walt Disney Company
Esta é uma lista de bibliotecas de conteúdo e catálogos de propriedade da The Walt Disney Company.

## Lista de bibliotecas de conteúdo

### Walt Disney Studios
- Walt Disney Pictures
  - Oswald the Lucky Rabbit (personagem e curtas de Walt Disney; curtas posteriores retidos por Universal Pictures)
  - True-Life Adventures - início da série documental[2]
- Touchstone Pictures[3]
  - DreamWorks II Distribution Co. LLC, direitos cinematográficos adquiridos da DreamWorks e Reliance. A Disney recebeu a biblioteca de 14 filmes da DreamWorks Pictures de 2011–2016 em compensação pelo empréstimo pendente.[4][5]
- Hollywood Pictures
- Caravan Pictures[6]
- Cinergi Pictures (menos Deep Rising e An Alan Smithee Film: Burn Hollywood Burn)[7][8][9]
- Disneynature[2]
- Buena Vista International
- Star Distribution
- Walt Disney Animation Studios
  - Disneytoon Studios[10]
- Pixar - (empresa e) biblioteca adquirida em 2006 em um negócio envolvendo todas as ações[11]
- Marvel Studios (excluindo The Incredible Hulk, lançado pela Universal Pictures, e os Filmes de Spider-Man (Homecoming, Far From Home e No Way Home), lançados pela Columbia Pictures)
  - Marvel Television (excluindo Mutant X, de propriedade da Lionsgate)
  - Marvel Animation (excluindo a sub-série Marvel Anime, de propriedade da Sony Pictures Entertainment Japan, e os direitos de distribuição internacional para certos programas)
- Lucasfilm, incluindo Lucasfilm Animation, excluindo filmes de propriedade de empresas terceirizadas[12]
- 20th Century Studios (incluindo Fox 2000 Pictures, Fox Atomic/Fox Atomic Comics, e Fox Faith)
  - Searchlight Pictures
  - 20th Century Animation (incluindo Fox Animation Studios e Blue Sky Studios)
    - Sullivan Bluth Studios (apenas filmes que a 20th Century Fox/20th Century Studios comprou da Warner Bros., incluindo direitos de distribuição fora dos EUA para The Pebble and the Penguin, embora os direitos dos EUA e o próprio filme sejam propriedade da Amazon via MGM Studios)
    - Filmes de animação de terceiros para a 20th Century Fox/20th Century Studios (excluindo a biblioteca da DreamWorks Animation de 2013–2017, que agora pertence à Universal Pictures, e a biblioteca Terrytoons, que é agora propriedade da Paramount Pictures)

  - Fox Film, excluindo filmes de domínio público
  - Twentieth Century Pictures, excluindo filmes de domínio público
  - 20th Digital Studio
  - New World Pictures (pós-1989)
  - Regency Enterprises (apenas filmes co-produzidos com 20th Century Studios e alguns filmes anteriores a 1999 lançados pela Warner Bros. e outros distribuidores)
  - Fox Digital Entertainment
- The Muppets Studio - adquirida da The Jim Henson Company em 2004.[13] (excluindo filmes relacionados aos Muppets produzidos para Sony Pictures Entertainment)
- Studio Ghibli (distribuição de mídia doméstica no Japão, China e Taiwan)
- Discografia do Disney Music Group (Disneyland Records)
  - Walt Disney Records
  - Hollywood Records
    - Fox Music
    - DMG Nashville
    - Mammoth Records
    - Lyric Street Records
      - Carolwood Records
- Disney Theatrical Group
  - Buena Vista Theatrical/Fox Stage Productions
  - Hyperion Theatricals
- Maker Studios/Disney Digital Network

### Television Entertainment
- A&E Networks (participação de 50%)
  - Lifetime Entertainment Services

- ABC Signature (formalmente Touchstone Television e ABC Studios)
  - Walt Disney Television, incluindo:
    - Disney Telefilms
- American Broadcasting Companies (excluindo a biblioteca ABC Films anterior a 1973, de propriedade da CBS Media Ventures)
  - ABC News
  - ABC Audio/ABC Radio
  - Greengrass Productions (excluding Hypernauts, de propriedade da WildBrain)
  - ABC Circle Films
  - ABC Motion Pictures
  - ABC Productions
  - ABC Pictures
  - ABC Pictures International
  - Palomar Pictures International
  - Selmur Productions/Pictures
  - Selznick International Pictures/Vanguard Films (excluindo Nasce uma estrela e E o vento levou, de propriedade da Warner Bros., com titularidade desta última gerida através da Turner Entertainment Co.)
  - Valleycrest Productions
- ABC Owned Television Stations
- ABC Signature
- 20th Television
  - 20th Television Animation
  - Regency Television (pós-1998)
  - Touchstone Television (anteriormente Fox 21 Television Studios)
    - Fox Television Studios
    - Fox Television Studios International/Fox World
    - Fox Lab
    - Foxstar Productions
    - Fox 21

  - Metromedia Producers Corporation
  - FNM Films
  - New World Television (pós-1989, excluindo  Get a Life, de propriedade da Sony Pictures Television)
    - Four Star Television (excluindo Wanted Dead or Alive, de propriedade da StudioCanal)
    - Gold Key Entertainment
    - Genesis Entertainment (excluindo Contos da cripta, de propriedade da Warner Bros. Television Studios)

  - MTM Enterprises (excluding The Trials of Rosie O'Neill, de propriedade da Multicom Entertainment Group)
  - 20th Television (iteração antiga, empresa de distribuição)
- ESPN Inc.
  - Big Fights, Inc.[14][15]
  - ESPN Books
- Disney Channel
- Disney Junior
- Disney XD
- Disney Television Animation
- National Geographic
- FX Productions
- Freeform (anteriormente ABC Family Worldwide, Fox Family Worldwide e International Family Entertainment)
  - Television South
- BVS Entertainment (anteriormente Saban Entertainment, excluindo franquias vendidas a empresas terceirizadas e algumas coproduções)
  - Fox Children's Network, Inc./Jetix
    - Marvel Productions/New World Animation (excluindo produções de terceiros que não sejam da Marvel/Muppets)
    - DePatie–Freleng Enterprises (excluindo produções de terceiros que não sejam da Marvel/Fox, incluindo aquelas para a United Artists)

  - Créativité et Développement
  - BVS International N.V. (anteriormente Fox Kids International Programming)
- Jetix Europe Properties S.A.R.L.
- Jetix Animation Concepts
- Radio Disney
- SOAPnet

### Marvel Entertainment
- Marvel Comics[16]
  - Magazine Management
    - Humorama
    - Atlas Comics

  - Timely Comics
  - Malibu Comics
    - Biblioteca da Malibu Interactive/Acme Interactive (excluindo ports de jogos para Namco (Battle Cars e Wings 2: Aces High), EA (Hard Nova), etc.)
    - Aircel Comics
    - Eternity Comics
    - Adventure Publications

  - Star Comics
  - Marvel Books
  - Amalgam Comics (co-propriedade com DC Comics)
  - Epic Comics
  - CrossGen
  - Marvel Music
  - Welsh Publishing Group
- Marvel Press
- Marvel Toys
- Toy Biz

### Disney Publishing Worldwide
- Disney Comics
- Disney Press
- Hyperion Books (exceto o catálogo adulto da Hyperion, vendida para Hachette)[17]
- Disney-Hyperion

### Disney Media and Entertainment Distribution
- Hulu LLC
- Steamboat Willie Productions
- UTV Software Communications
- Star India
  - Biblioteca de filmes da Star Studios
- The Walt Disney Company India
- SIP Animation
- BabyTV
- Patagonik Film Group

### BibliotecaDisney Interactive
- Disney Interactive Studios
  - Wideload Games
- Disney Online
- Playdom
- Disney Mobile
- LucasArts
- Starwave
  - Infoseek Corporation
- FoxNext
- Fox Interactive
  - Fox Video Games, Inc.
- 20th Century Games

### Publicação de música
- ABC Circle Music Inc. (BMI)
- ABC Family Music Publishing (BMI)
- Agarita Music	(ASCAP)
- American Broadcasting Music Inc. (ASCAP)
- Bantha Music (BMI)
- Birch Street Music (ASCAP)
- Buena Vista Music Co. (BMI)
- Falferious Music (BMI)
- FFM Publishing (ASCAP)
- Five Hundred South Songs (SESAC)
- Fox Film Music Corporation (BMI)
- Fuzzy Muppet Songs (ASCAP)
- Holpic Music, Inc. (BMI)
- Hollywood Pictures Music (ASCAP)
- Mad Muppet Melodies (BMI)
- Marvel Characters Music (BMI)
- Marvel Comics Music (ASCAP)
- Marvel Hero Tunes (SESAC)
- Marvel Superhero Music (BMI)
- Middle Street Music (BMI)
- Pixar Music (BMI)
- Pixar Talking Pictures (ASCAP)
- Pixar Tunes (SESAC)
- Ronzo Road Music (SESAC)
- Seven Peaks Music (ASCAP)
  - Hobbitville Music (ASCAP)
  - Vistaville Music (ASCAP)
- Seven Summits Music (BMI)
- TCF Music Publishing Inc. (ASCAP)
- Touchstone Pictures Music & Songs, Inc. (ASCAP)
- Twentieth Tunes Music Inc. (SESAC)
- Utapau Music (BMI)
- Walt Disney Music Company (ASCAP)
- Wampa-Tauntaun Music (ASCAP)
- Wonderland Music Company Inc. (BMI)